# Mastignatha flavescens
Mastignatha flavescens là một loài bướm đêm trong họ Noctuidae.